# Aconchi
Aconchi è un comune del Messico, situato nello stato di Sonora, il cui capoluogo è la località omonima.